# 법학박사
법학박사(法學博士)는 대학원 관련 학위이다. 이 학위로써 대학 예하 법학 교수직원 직위를 지내는 것이 대표적이다.
보통적으로 법학박사 학위 소지자들은 크게 두 가지 유형으로 나뉘는데, 하나는 독일,프랑스,미국,영국 등지에서 법학박사 학위를 취득한 유학파 법학박사학위 소지자이고, 하나는 국내 대학원에서 법학박사 학위를 취득한 국내파 법학박사학위 소지자이다. 보통 법학계에서는 유학파를 더 선호하는 경향이 있다.